# Litsea cuprea
Litsea cuprea är en lagerväxtart som beskrevs av Elmer Drew Merrill. Litsea cuprea ingår i släktet Litsea och familjen lagerväxter. Inga underarter finns listade i Catalogue of Life.